# Ornithocephalus cujetifolia
Ornithocephalus cujetifolia är en orkidéart som beskrevs av João Barbosa Rodrigues. Ornithocephalus cujetifolia ingår i släktet Ornithocephalus och familjen orkidéer. Inga underarter finns listade i Catalogue of Life.